# Codul Geass
Codul Geass: Rebeliunea lui Lelouch (コードギアス 反逆のルルーシュ Kōdo Giasu: Hangyaku no Rurūshu?), adesea menționată ca pur și simplu Code Geass, este o serie anime creată de Sunrise, regia Goro Taniguchi, și scris de Ichirō Ōkouchi, cu caracter original, creat de artiștii manga. Amplasat într-un univers alternativ, seria se concentrează pe modul în care fostul prinț Lelouch vi Britannia obține o putere cunoscută ca Geass și decide să o folosească pentru a învinge Sfântul Imperiu Britanian, o monarhie imperială și o superputere care a cucerit diferite țări.

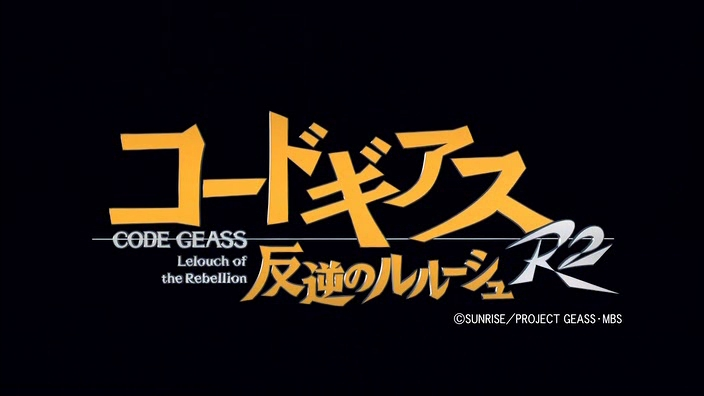
Logo anime Codul Geass: Rebeliunea lui Lelouch

Codul Geass a fost prima dată difuzat în Japonia pe MBS din 5 octombrie 2006, până la 28 iulie 2007. Continuarea acestei serii, Codul Geass: Rebeliunea lui Lelouch R2' (コードギアス 反逆のルルーシュR2 Kōdo Giasu Hangyaku no Rurūshu Āru Tsū R2?) a rulat pe postul TV JNN din aprilie 6, 2008 până în septembrie 28, 2008. Seria a fost de asemenea adaptată în diferite manga și romane cu prezentări diverse scenarii alternative din serialul TV. Bandai Divertisment a licențiat cele mai multe părți din franciza pentru limba engleză lansată în decembrie 2007, având două serii de televizate pe Cartoon Network. Cele mai multe manga și romane japoneze au fost publicate în America de Nord de către Bandai.

## Povestea
Povestea este stabilită într-o cronologie alternativă în cazul în care lumea a devenit împărțită în trei superputeri: Sfântul Imperiu Britanian(America; de asemenea, denumit Britannia), Federația Chineză (Asia), și Uniunea Europeană (Europa și Africa; cunoscut anterior ca Euro-Univers). Povestea are loc după ce Sfântul Imperiu Britanian cucerește Japonia pe 10 august 2010, ca urmare a creării noii arme de război "Cavalerii Blindați Autonomi", sau ”Knightmare”. 
Britania îi privează pe cetățenii Japoniei de toate drepturile și libertățile sale și redenumește țara ”Zona 11”, iar cetățenii sunt denumiți ca unsprezeci.
Lelouch vi Britannia este un prinț Britannian exilat care a fost trimis ca un instrument de negociere în Japonia, împreună cu sora sa, Nunnally vi Britannia, de către tatăl său, Împăratul Charles zi Britannia, după ce mama sa, Marianne vi Britannia, a fost ucisă. Nunnally a asistat la uciderea mamei sale Marianne, care a provocat-o să-și piardă  vederea și capacitatea de a merge. Acest lucru este tot mai dificil pentru Lelouch pentru că el trebuie să aibă grijă de ei în timpul războiului din Japonia (Zona 11) . După război, în ruinele unui oraș japonez , face un jurământ unui prieten japonez Suzaku Kururugi că într-o zi va distruge Britannia.

## Contactul publicului
Când primul episod a fost prezentat în timpul unui test special de vizualizare, la care au participat Ōkawa, alți membri ai seriei, precum și mai mulți jurnaliști, ca răspuns la așteptarea noii serii anime, publicul a căzut în tăcere imediat după ce s-a terminat, urmat de niște aplauze neîncetate Până în luna August 2008, peste 900.000 de discuri Code Geass au fost vândute în Japonia. Potrivit surselor, Bandai Visual a livrat peste un milion de DVD-uri și Discuri Blu-ray legate de franciza Code Geass în noiembrie 2008, plasându-se printre cele mai populare serii anime atât în Japonia cât și în America de Nord. În 2008, primul volum din R2 a fost al patrulea cel mai bine vandut anime DVD și Disc Blu-ray  în Japonia, conform Amazon.com.